# Guitarra de acero con pedal
La pedal steel guitar (literalmente guitarra de acero con pedal, en español) es el tipo más avanzado de la familia de guitarras eléctricas llamadas steel guitars, que utilizan una barra de tonos para pisar las cuerdas (conocida como "steel", de donde viene su nombre), en lugar de los dedos como se hace con una guitarra convencional. 
El instrumento se coloca horizontalmente, con las cuerdas hacia el guitarrista, y normalmente se toca con una cuña metálica. Los pedales del instrumento se utilizan para cambiar la afinación de sus cuerdas mientras se toca. Su campo de acción puede ser fijo, o puede ser configurable por el guitarrista para seleccionar qué cuerdas se ven afectados por los pedales. Este instrumento es uno de los más característicos instrumentos de la música country.
La guitarra con pedal se desarrolló a partir de otros tipos de steel guitars, concretamente la table steel guitar evolucionada, a su vez, de la lap steel guitar. Sin embargo, aún basándose en un mismo sistema mecánico de relación pedal-mástil, es mucho más versátil que estas.

## Descripción
La guitarra con pedal es, por lo general, de forma rectangular y no tiene cámara de resonancia convencional, ni cuerpo de guitarra, y puede tener uno o más mástiles. Están montadas sobre patas y equipadas con pedales y, por lo general, palancas de rodilla. Muchos modelos ofrecen dos mástiles, el más cercano al músico usualmente afinado en Do-sexta y el más alejado en Mi-novena. Lo más común es la configuración con uno o dos mástiles de diez cuerdas cada uno. Existen también modelos con 6, 8 y hasta 14 cuerdas en cada mástil. En ocasiones, llegan a tener tres mástiles, aunque no es muy usual.
Los pedales y/o palancas de la rodilla (previstos para mover las rodillas hacia la izquierda, derecha o en vertical), se sitúan en la parte inferior de la caja, para permitir que el intérprete presione una o más cuerdas en combinación, y con ello, pueda cambiar la afinación del instrumento durante la ejecución.

## Historia
La guitarra con pedal es el resultado final de una historia que comenzó con la invención de una técnica de guitarra, llamada slack key, desarrollada en Hawái durante el siglo XIX, en la que se pisaban las cuerdas, no de la forma acostumbrada por la mano izquierda, sino más bien mediante el deslizamiento de un objeto, como un cristal, un peine o el borde posterior de la hoja de un cuchillo, a lo largo del mástil, por encima de los trastes.
Los grandes intérpretes de guitarra slack-key de principios del siglo XX, como Sol Hopii o King Benny Nawahi, exportaron esta técnica a los Estados Unidos. De esta forma, el slak-key influenció profundamente a los intérpretes de blues, y a sus estilos de guitarra (fingerpicking, bottleneck...) y, también, al entonces naciente hillbilly.
Inicialmente, la técnica adoptada se realizaba sobre guitarras de caja situadas en horizontal. En los años 1930, fueron sustituidas por una tabla plana de madera o de metal, con la adición de amplificación eléctrica. Fue la primera guitarra eléctrica que logró un gran éxito comercial. Varios fabricantes pioneros de guitarras, desarrollaron modelos muy populares de steel guitars, entre ellos Adolph Rickenbacker, Paul Bigsby y Leo Fender.
La limitación en la disposición de los acordes que suponía el uso de estas steel guitars, originó el añadido de nuevos mástiles, creándose así la console steel guitar. Fue Gibson quien añadió pedales para controlar la afinación, hacia mediados de los años 1940.  Este instrumento, que entonces se denominó "Electraharp", consiguió cierta difusión, con intérpretes como  Alvino Rey.
Alrededor de 1950, Paul Bigsby comenzó a comercializar steel guitars montadas en un soporte situado entre las piernas, en la parte delantera del instrumento. Speedy West la utilizó ampliamente en su trabajo con Jimmy Bryant. Zane Beck comenzó a añadir a la consola palancas, para usar con la rodilla, en 1953. Hacia 1955, Bud Isaacs añadió un pedal a uno de los mástiles de su table steel guitar. La finalidad del pedal era modificar la tensión de dos de las cuerdas. Isaacs usó este pedal para cambiar la tonalidad durante un acorde sostenido en el tema "Slowly", grabado por Webb Pierce, lo que generó un gran impacto entre los guitarristas de bluegrass, que comenzaron masivamente a adoptar la innovación.  
A partir de ese momento, hubo un gran número de guitarristas que fueron aportando nuevas posibilidades a la steel guitar, destacando especialmente Buddy Emmons y Jimmy Day. Fueron ellos quienes ampliaron a dos el número de pedales y añadieron dos nuevas cuerdas a las ocho de la table steel guitar. Emmons incorporó más tarde un tercer pedal, basado en un cambio que Ralph Mooney había usado, con anterioridad, en su instrumento. Emmons unió fuerzas, en 1957 con otro intérprete-constructor de steel guitars, llamado Harold "Shot" Jackson, creando la "Sho-Bud company", la primera marca que fabricó pedal steel guitars en sentido estricto, estandarizando el modelo de un solo mástil, con tres pedales y cuatro palancas.
Actualmente, la guitarra pedal steel se utiliza en un gran número de géneros musicales, especialmente en el country, pero también en el blues, el rock (especialmente en el llamado rock sureño y en el country rock), además de en músicas folclóricas tan alejadas como el Júju nigeriano. Incluso se ha utilizado en la música clásica contemporánea, por ejemplo en el "Concierto para guitarra acústica con pedal y orquesta" del compositor de Los Ángeles, Michael A. Levine. La obra fue estrenada el 16 de abril de 2005, en una actuación de la Orquesta de Cámara de Nashville, con Gary Morse (miembro de las bandas de Dierks Bentley y Dwight Yoakam) como solista, bajo la dirección de Paul Gambill.

## Uso del instrumento
El intérprete o ejecutante, normalmente, se sienta en un taburete o asiento frente al instrumento. El pie derecho, por lo general, se utiliza para hacer funcionar un pedal de volumen. El pie izquierdo se utiliza para pulsar uno, o varios, de los pedales del instrumento. Las rodillas están colocados bajo el cuerpo del instrumento, para que se desplacen hacia la izquierda, derecha o incluso verticalmente, empujando así las palancas que se sitúan bajo el cuerpo de la guitarra. 
Las cuerdas se sitúan muy por encima del mástil del instrumento. En lugar de ser presionadas por los dedos, el ejecutante maneja con la mano izquierda una pequeña barra de metal pulido, llamada precisamente "steel", con la que presiona sobre las cuerdas. El "steel" suele deslizarse arriba y abajo a lo largo del mástil, sin dejar de rozar las cuerdas, lo que permite aumentar y disminuir el tono de las notas que se están tocando. Mientras, la mano derecha pinza las cuerdas, por lo general con una especie de plectro-dedal o en un estilo similar al fingerpicking. 
El efecto de sonido más característico se consigue mediante los pedales, al cambiar el tono de los fraseos, componiéndose las líneas melódicas, principalmente, a base de diadas (acordes de dos notas). Uno de los modismos básicos es la progresión armónica tónica-dominante y tónica-subdominante.